# Лукавец у Хоржици
Лукавец у Хоржици (чеш. Lukavec u Hořic) је насељено мјесто са административним статусом сеоске општине (чеш. obec) у округу Јичин, у Краловехрадечком крају, Чешка Република.

## Становништво
Према подацима о броју становника из 2014. године насеље је имало 280 становника.